# Kjell-Rune Milton
Kjell-Rune Milton, född 26 maj 1948  på Teg i Umeå landsförsamling, död  6 september 2023 i Stensjöns distrikt i Mölndal, var en svensk ishockeyspelare (back) och tränare. Han har spelat 125 landskamper och tillhör den illustra skaran Stor grabb. Han har deltagit i ett OS (Sapporo 1972) och har vunnit två VM-silver och tre VM-brons. 
Milton inledde sin spelarkarriär i Tegs SK i Umeå – med spel i högsta serien säsongen 1967–1968 – och fortsatte att spela i högsta serien, först i Modo i Örnsköldsvik och därefter i Västra Frölunda i Göteborg. Han spelade också professionellt utomlands, i tyska Kölner EC och i norska Djerv. Milton var känd för sin tacklingsförmåga och sina hårda slagskott.
Redan under sin tid som spelare kom Milton att verka som tränare och han kom senare att leda bland annat Göteborgs TV-pucklag och U18-landslaget samt vara tränare för några klubbar, däribland Göteborgs IK.

## Spelarkarriär

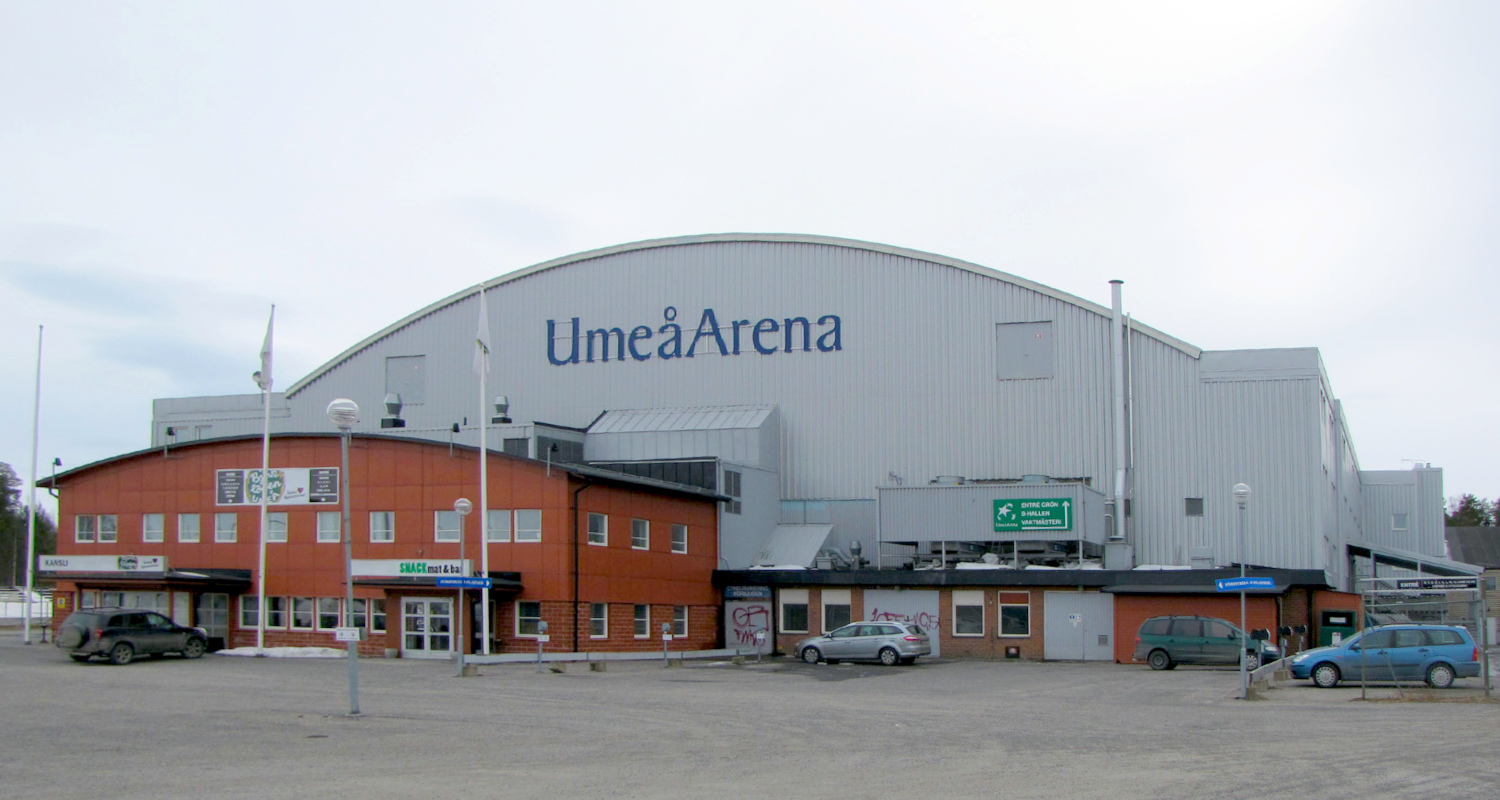
Tegs hemmahall Umeå ishall, i folkmun kallad Isladan, här efter ombyggnationen och namnbytet till Umeå Arena år 2001.

Kjell-Rune Milton inledde sin spelarkarriär som back i Tegs SK i Umeå under 1960-talet. År 1964 vann Västerbotten TV-pucken och Milton var en av spelarna i truppen. Han debuterade i Tegs A-lag säsongen 1965–1966 och blev tidigt känd för sina hårda slagskott. Han tränade mycket på att förbättra sin skjutförmåga, även på somrarna, genom att på sin fritid skjuta många tusen slagskott, bland annat inne i en dansloge. Senare, under sin tid i Modo, sköt han ett skott där pucken studsade via ribban upp i Kempehallens tak, där den fastnade. Nästföljande säsong (1966–1967) var han med och spelade upp Tegs SK till högsta serien. Dock åkte man ur redan nästa år.
I mars 1967 deltog Milton i Junioreuropamästerskapet i Jaroslavl, där Sverige kom på tredje plats. Det gick bra för Milton i turneringen och samma år hörde dåvarande förbundskaptenen för det svenska landslaget, Arne Strömberg, av sig och erbjöd honom att spela i Tre Kronor. Debuten skedde mot Östtyskland den 6 september 1967 i en match som slutade 2–2. Milton kom dock inte med i OS-truppen 1968. När han deltog i sin första VM-turnering 1969 spelade han fortsatt i Tegs SK som då bara befann sig i division 2, den näst högsta ligan vid den tiden.
Efter VM 1969 bytte Milton klubb till Örnsköldsvikslaget Modo i högsta ligan, och kom att spela där under tre säsonger. Flytten innebar ett lyft för Miltons utveckling som spelare, emedan han från att tidigare mestadels ha skött sin egen fysiska träning nu kom att träna upp sin fysik mer organiserat under ledning av Carlabel "Kabben" Berglund och i sällskap med andra unga talanger, som exempelvis Anders Hedberg. Milton spelade tre säsonger i Modo. Han fick en förfrågan om att åka till Kanada och spela för Vancouver Canucks i National Hockey League, men valde att stanna i Sverige och bytte i stället klubb till Västra Frölunda i Göteborg. Där spelade han i tre säsonger fram till 1975. Sedan gick resan vidare till tyska Kölner EC (senare Kölner Haie) som proffs – också under tre säsonger åren 1975–1978, där han säsongen 1976–1977 blev såväl tysk mästare som uttagen i det tyska All-Star-Teamet. Han fortsatte med att spela två säsonger i Bäcken HC 1978–1980, en säsong i norska SK Djerv 1980–1981 (där han blev uttagen i det norska All-Star-Teamet), två i Mölndals IF 1981–1983 och avslutade sin karriär 1987 efter två säsonger i Lerums BK.
Milton deltog i OS-turneringen i Sapporo 1972, där Sverige slutade fyra. Han deltog i fem VM-turneringar, där han var med och spelade till sig två silvermedaljer, 1969 och 1970, och tre bronsmedaljer, 1971, 1974 och 1975. Vid 10–4-segern mot USA i VM 1969 gjorde Milton 3 mål, alla på skott från blålinjen. Milton hann med att spela 125 landskamper under sin karriär, och han har som nummer 79 tilldelats hederstecknet Stora grabbars och tjejers märke.
År 2022 fick Kjell-Rune Milton sin Tegs SK-tröja med nummer 13 hissad i taket i sin gamla hemmahall Umeå ishall, numera Winpos arena. Han blev därmed den förste Tegsspelare någonsin att äras med detta och har tagit plats bland Björklövenspelare som Tore Öqvist, 
Roger Hägglund, Alexander "Sasja" Beliavski och Patrik Sundström.

## Tränarkarriär
Kjell-Rune Milton inledde sin tränarkarriär i tyska Kölner EC säsongen 1975–1976 genom att under en övergångsperiod, då laget saknade tränare, verka som spelande assisterande tränare. Han fortsatte att arbeta som spelande tränare först i Mölndals IF och sedan i Lerums BK, där han säsongen 1988–1989 verkade som huvudtränare. Under säsongen 1995–1996 var han ledare för Göteborgs TV-pucklag och de två första säsongerna på nollnolltalet var han lagledare (main coach) för samma TV-pucklag, där han säsongen 2000–2001 förde laget till seger. Samma säsong var han förbundskapten för U18-landslaget.
Säsongen 2002–2003 var Milton tränare i HK Kings och sedan huvudtränare för först Göteborgs IK, två säsonger 2006–2008, Lerums BK, också två säsonger 2009–2011, och så ännu en period för Göteborgs IK, tre säsonger 2011–2014, dock assisterande tränare den sista säsongen. Milton var också förbundskapten för Inlinehockey-landslaget när man tog VM-guld i Bratislava i Slovakien 2008.

## Statistik

### Klubbkarriär[1][2][21]
|           |                    |             |         | Grundserie | Grundserie | Grundserie | Grundserie | Grundserie |
| Säsong    | Lag                | Liga        | Matcher | Mål        | Assist     | Poäng      | Utv        |            |
| --------- | ------------------ | ----------- | ------- | ---------- | ---------- | ---------- | ---------- | ---------- |
| 1965–1966 | Tegs SK            | Division 2  | -       | -          | -          | -          | -          |            |
| 1966–1967 | Tegs SK            | Division 2  | -       | -          | -          | -          | -          |            |
| 1967–1968 | Tegs SK            | Division 1  | 21      | 2          | 6          | 8          | 8          |            |
| 1968–1969 | Tegs SK            | Division 2  | -       | -          | -          | -          | -          |            |
| 1969–1970 | Modo AIK           | Division 1  | 26      | 6          | 8          | 14         | 0          |            |
| 1970–1971 | Modo AIK           | Division 1  | 25      | 6          | 10         | 16         | 6          |            |
| 1971–1972 | Modo AIK           | Division 1  | 20      | 3          | 6          | 9          | 10         |            |
| 1972–1973 | Västra Frölunda IF | Division 1  | 28      | 4          | 7          | 11         | 6          |            |
| 1973–1974 | Västra Frölunda IF | Division 1  | 28      | 5          | 4          | 9          | 4          |            |
| 1974–1975 | Västra Frölunda IF | Division 1  | 30      | 4          | 6          | 10         | 14         |            |
| 1975–1976 | Kölner EC          | Bundesliga  | 35      | 7          | 6          | 13         | 12         |            |
| 1976–1977 | Kölner EC          | Bundesliga  | 44      | 13         | 18         | 31         | 30         |            |
| 1977–1978 | Kölner EC          | Bundesliga  | 42      | 14         | 14         | 28         | 29         |            |
| 1978–1979 | IFK Bäcken         | Division 1  | 26      | 5          | 7          | 12         | 30         |            |
| 1979–1980 | IFK Bäcken         | Division 1  | 26      | 5          | 10         | 15         | 8          |            |
| 1980–1981 | SK Djerv           | 1. divisjon | -       | 10         | 12         | 22         | -          |            |
| 1981–1982 | Mölndals IF        | Division 2  | 21      | 10         | 25         | 15         | 0          |            |
| 1982–1983 | Mölndals IF        | Division 2  | 26      | 6          | 18         | 24         | 0          |            |
| 1985–1986 | Lerums BK          | Division 3  | -       | -          | -          | -          | -          |            |
| 1986–1987 | Lerums BK          | Division 3  | -       | 6          | 16         | 22         | -          |            |

### Landslagsspel[1][2]
| År   | Lag     | Turnering |    | Matcher | Mål | Assist | Poäng | Utv |
| ---- | ------- | --------- | -- | ------- | --- | ------ | ----- | --- |
| 1967 | Sverige | J-EM      | 5  | 3       | -   | -      | -     |     |
| 1969 | Sverige | VM        | 7  | 4       | 2   | 6      | 2     |     |
| 1970 | Sverige | VM        | 10 | 0       | 1   | 1      | 4     |     |
| 1971 | Sverige | VM        | 9  | 0       | 1   | 1      | 6     |     |
| 1972 | Sverige | OS        | 4  | 0       | 0   | 0      | 2     |     |
| 1974 | Sverige | VM        | 9  | 0       | 1   | 1      | 6     |     |
| 1975 | Sverige | VM        | 8  | 1       | 1   | 2      | 0     |     |

## Meriter som spelare
- VM-silver: 1969, 1970
- VM-brons: 1971, 1974, 1975
- Tysk mästare: 1977
- All Star Team i tyska ligan: 1977
- All Star Team i norska ligan: 1981[1][2]
- Landskamper: 125[8]